# Minszk (partraszállító hajó)
A Minszk (cirill betűkkel: Минск), korábban BDK−43 (БДК-43) az Orosz Haditengerészet 775-ös típusú (NATO-kódja: Ropucha III) partraszálló hajója. Lengyelországban, a gdański Északi Hajógyárban építették, majd a Szovjet Haditengerészet Balti Flottájánál állították szolgálatba. Honi kikötője a Kalinyingrádi területen fekvő Baltyijszk volt. 2022 februárjában a Fekete-tengerre hajózott. 2023. szeptember 13-án a Szevasztopoli Hajógyár szárazdokkjában ukrán robotrepülőgép találta el és kiégett.

## Története
A hajót a lengyelországi Gdańskban építették az Északi Hajógyárban, majd 1983-ban bocsátották vízre. Ez volt a 755-es típusú hajók 13 darabos második sorozatának 6. elkészült egysége.  A hajót 1983. május 30-án állították szolgálatba a Szovjet Haditengerészet Balti Flottájánál BDK–43 (BDK – Bolsoj gyeszantnij korabl, magyarul: nagy deszanthjó) jelzéssel. Kezdetben 135 volt a hajó hadrendi jelzése, majd ezt 1987-ben 105-re, 1990-től a 127-re változtatták.
2004-ben a hajó nem hivatalos látogatást tett az Egyesült Királyságban, Plymouthban. 2005 áprilisában a hajó egy háromnapos emlékúton vett részt, amely a második világháború orosz szempontból dicsőségesnek tekintett helyszíneihez kapcsolódott. Öt alkalommal vett részt az Orosz Haditengerészet napja alkalmából rendezett szentpétervári haditengerészeti parádékon a Néván (2005-ben, 2015-ben, 2017-ben, 2018-ban és 2019-ben).
2011 nyarán a hajó részt vett a Baltops és a Passex nemzetközi haditengerészeti gyakorlatokon. 2013 szeptemberében a Földközi-tengerre vezényelték, majd 2014 augusztusában visszatért Baltyijszkba. 2017. szeptember 6-án részt vett a Balti Flotta hadgyakorlatán. 2017-2018-ban újra a Földközi-tengeren volt egy héthónapos bevetésen. 2021-ben Baltyijszkban, a 33. sz. hajógyárban volt javításon.
2022 február elején Szíriába, Tartúsz kikötőjébe hajózott, majd onnan hamarosan a Fekete-tengerre hajózott. 2023. február 9-én haladt át a Dardanellákon. A hivatalos orosz magyarázat szerint hadgyakorlat céljából, a valóságban azonban az Ukrajna elleni orosz invázió előkészítéseként, Ukrajna elleni partraszállási képesség kialakítása céljából hajózott a Fekete-tengerre (ebben az időszakban Oroszország összesen hat deszanthajót vezényelt a Fekete-tengerre).
A 2023-as év során számos ukrán rakéta- és robotrepülőgép-találat érte a szevasztopoli orosz haditengerészeti bázist. Ezért az orosz hadihajók többségét áttelepítették a novorosszijszki haditengerészeti bázisra, a Minszk deszanthajó azonban Szevasztopolban maradt. 2023. szeptember 13-án hajnalban a Szevasztopoli Hajógyár szárazdokkjában álló hajót az Ukrán Légierő által indított Storm Shadow robotrepülőgép találta el. A légitámadás következtében a hajó kiégett, és lényegében használhatatlanná vált. A Minszk deszanthajó mellett a B–273 Rosztov-na-donu tengeralattjáró is találatot kapott. A másnap publikált műholdfelvételek alapján mindkét hajó jelentős károkat szenvedett. Az orosz kormányzati kommunkiációban is károkat említettek, a később nyilvánosságra került felvételek alapján a hajó valójában megsemmisült, a felépítmény berogyott a hajótestbe.